# Nilus curtus
Nilus curtus là một loài nhện trong họ Pisauridae.

## Hình ảnh

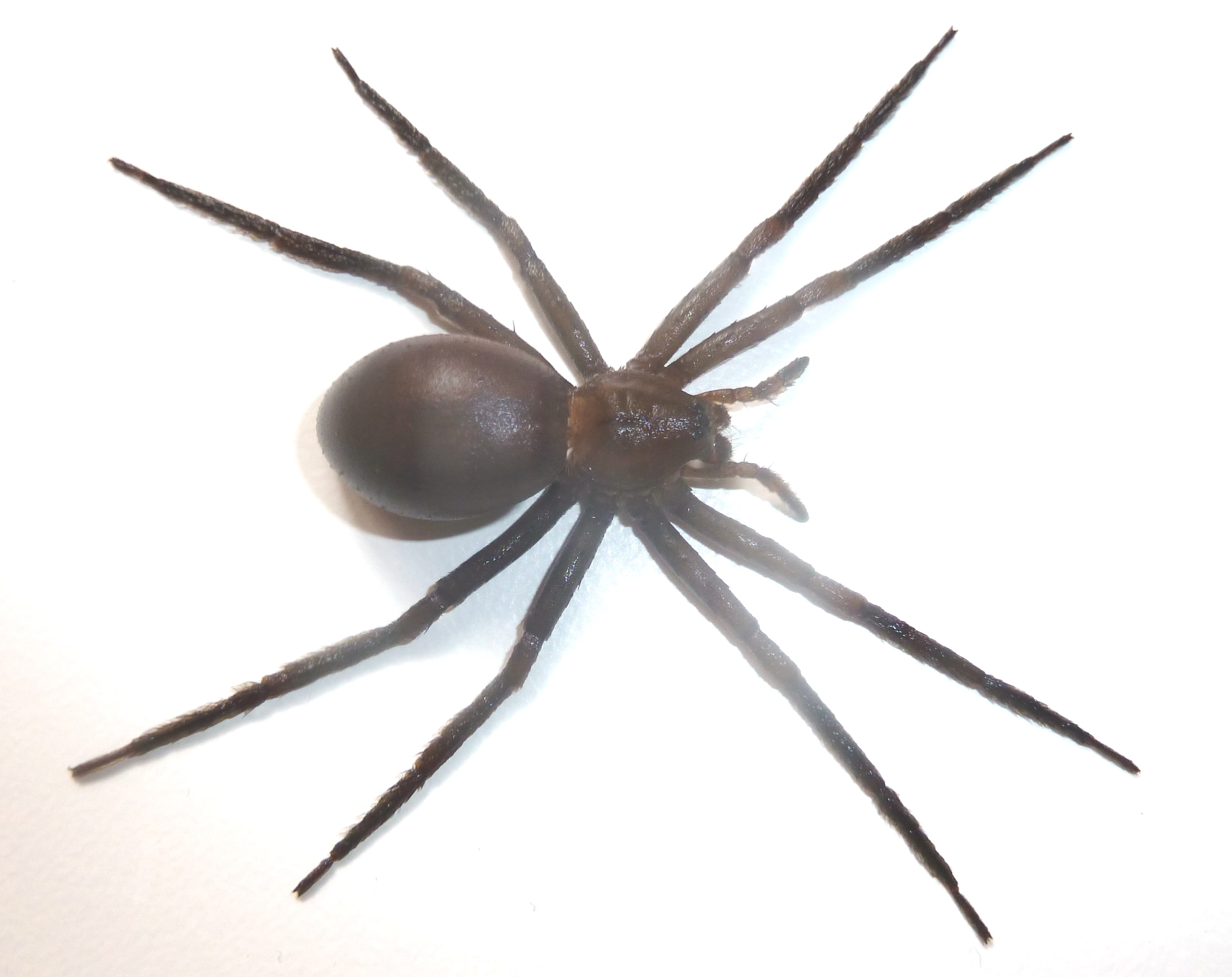
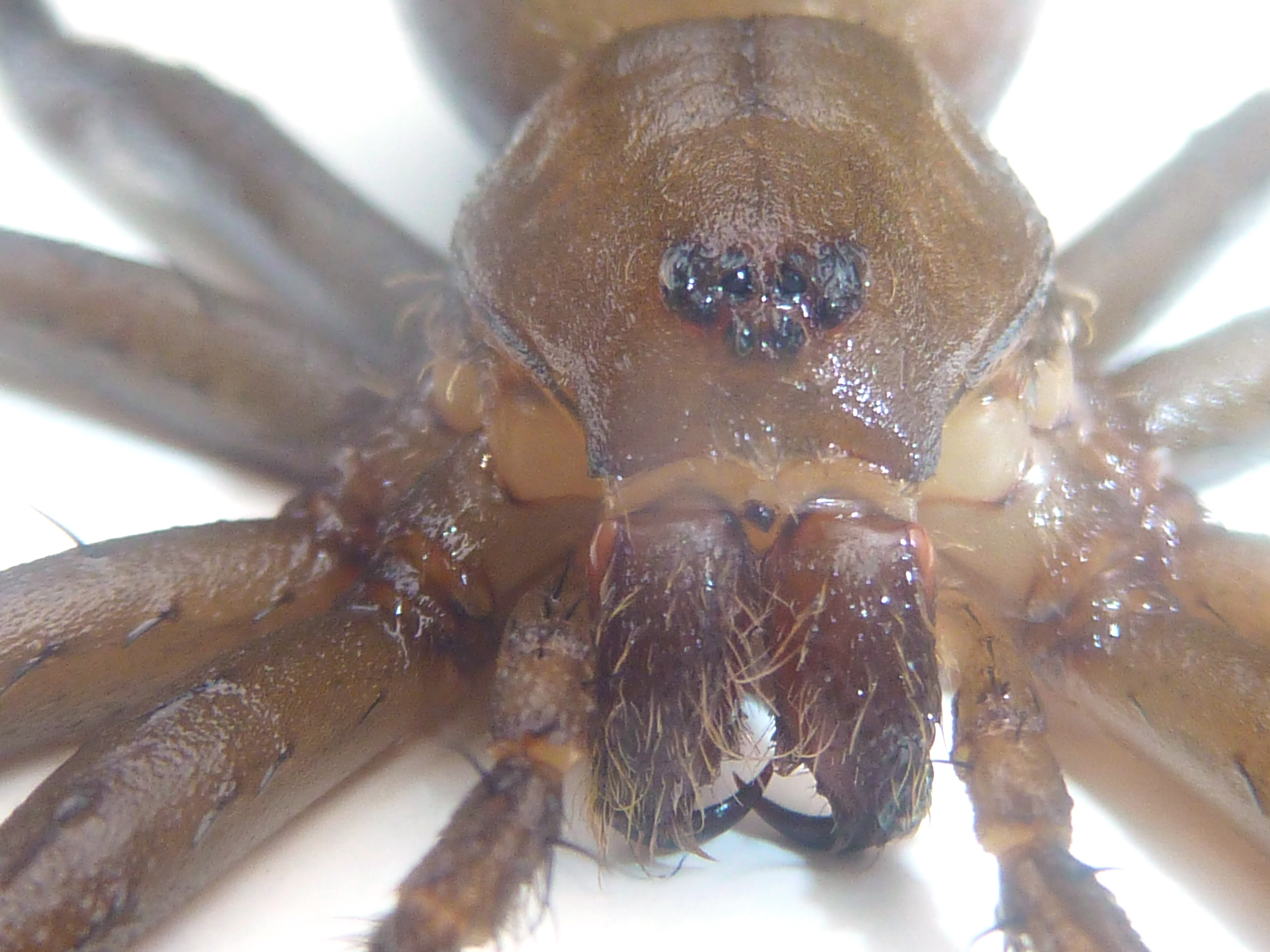
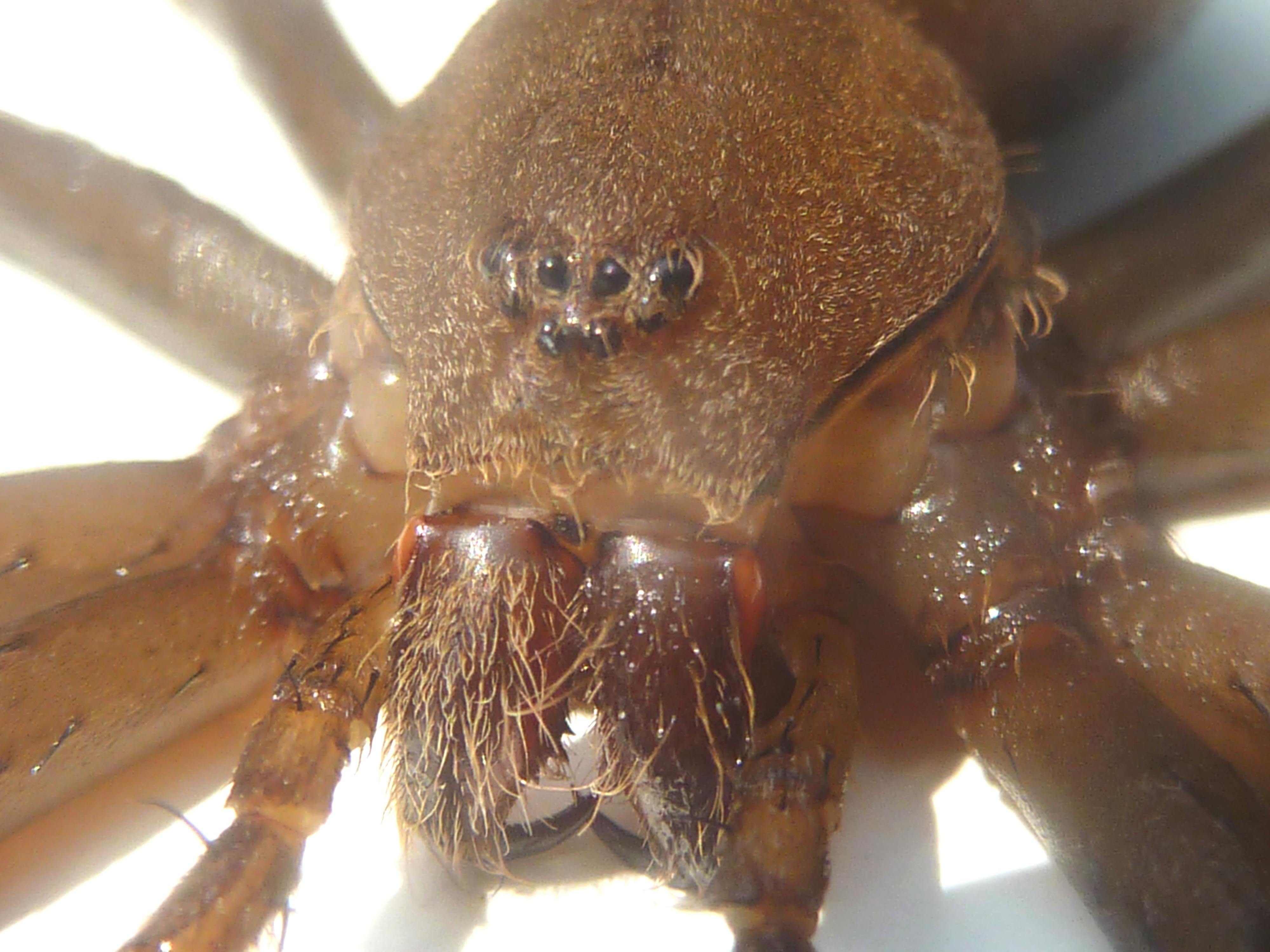
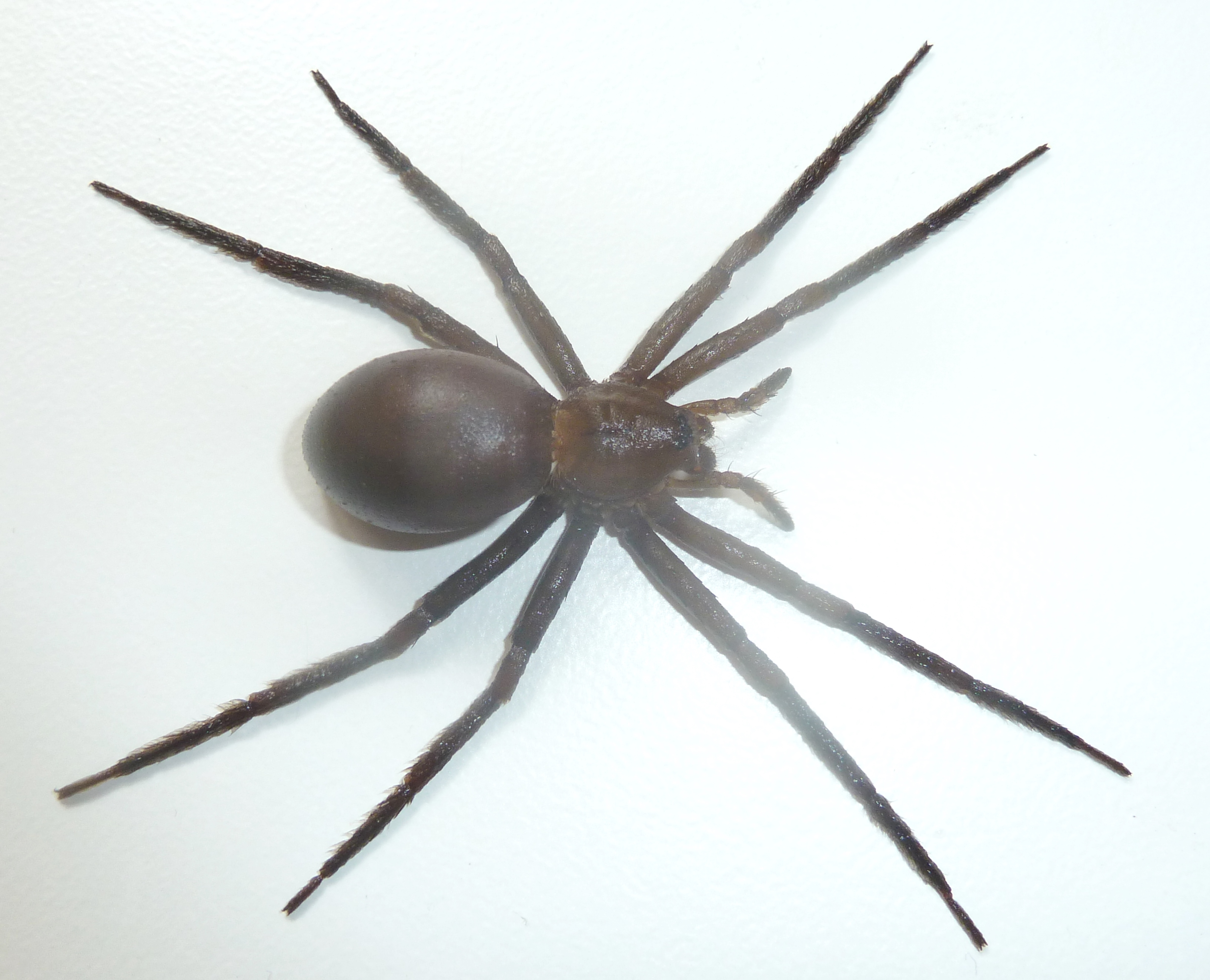